# ناتاشا هدسون
ناتاشا هدسون هي ممثلة ماليزية، ولدت في 9 سبتمبر 1982 بإيبوه في ماليزيا.

## وصلات خارجية
- ناتاشا هدسون على موقع IMDb (الإنجليزية)
- ناتاشا هدسون على موقع قاعدة بيانات الفيلم (الإنجليزية)